# Johan Libéreau
Johan Libéreau (Párizs, 1984. szeptember 27. –) francia színész.

## Filmográfia
| Év   | Cím                   | Eredeti cím                                     | Szerep             | Szinkronhang    |
| ---- | --------------------- | ----------------------------------------------- | ------------------ | --------------- |
| 2003 | Pofa be!              | Tais-toi!                                       | kamasz autótolvaj  | Előd Botond     |
| 2004 |                       | Julie Lescaut : Sans pardon                     | Michel Malouine    |                 |
| 2005 |                       | Malone : Ascenseur pour deux                    | fiatal tolvaj      |                 |
| 2005 | Hidegzuhany           | Douches froides                                 | Mickael            |                 |
| 2006 |                       | Dans le rang                                    |                    |                 |
| 2006 |                       | Le grand Meaulnes                               | Mougeboeuf         |                 |
| 2006 | Le Plongeon           |                                                 |                    |                 |
| 2007 | Szemtanúk             | Les Témoins                                     | Manu               |                 |
| 2007 |                       | New Love                                        | Lev                |                 |
| 2008 |                       | Madame                                          |                    |                 |
| 2008 |                       | Chemin de croix                                 | Antoine            |                 |
| 2008 |                       | Jérôme                                          | Jérôme             |                 |
| 2008 |                       | Un cœur simple                                  | a fiatal Victor    |                 |
| 2008 | Stella                |                                                 |                    |                 |
| 2009 |                       | Je te mangerais                                 | Sami Decker        |                 |
| 2009 | Végzetes túra         | Vertige                                         | Loïc               | Pálmai Szabolcs |
| 2010 | Rózsatövis            | Belle Épine                                     | Franck             |                 |
| 2010 |                       | Blind Test                                      | Winko              |                 |
| 2010 |                       | L'étranger                                      | W Roméo            |                 |
| 2011 |                       | J'aime regarder les filles                      | Nino Bramsi        |                 |
| 2011 |                       | Le marin masqué                                 | tengerész          |                 |
| 2011 |                       | Haram                                           | Mathieu            |                 |
| 2011 |                       | La brindille                                    | Thomas             |                 |
| 2011 | Q – Érzékek birodalma | Q                                               | Manu               |                 |
| 2011 |                       | Voie rapide                                     | Alex               |                 |
| 2012 |                       | Je te tiens, tu me tiens                        | rendőr             |                 |
| 2012 |                       | La collection donne de la voi(e)x : Ernest (45) | fiatal hajléktalan |                 |
| 2012 |                       | Fat Bottomed Girls Rule the World               | Abel               |                 |
| 2012 |                       | Engrenages : Episode #4.8                       | Rodi Ozbek         |                 |
| 2012 | Au ras du sol         |                                                 |                    |                 |
| 2012 |                       | Faux frères                                     | Guillaume          |                 |
| 2013 |                       | Ce qui nous échappe                             | Julien             |                 |
| 2013 |                       | 11.6                                            | Viktor             |                 |
| 2013 |                       | Grand Central                                   | Tcherno            |                 |
| 2013 |                       | Entre lui et moi                                | Guillaume          |                 |
| 2013 |                       | Une braise sur la neige                         | Bach               |                 |